# Saint-Molf

Saint-Molf este o comună în departamentul Loire-Atlantique, Franța. În 2009 avea o populație de 2,250 de locuitori.